# Csúcs-hegy (Tihany)
Der Csúcs-hegy (deutsch Gipfel-Berg) ist mit 232 Metern die höchste Erhebung auf der Tihany-Halbinsel am Plattensee in Ungarn. Er liegt auf der weitgehend unbesiedelten Westseite dieser Halbinsel und ist auf einem markierten Wanderweg zu erreichen.